# شرکت ملی نفت نیجریه
شرکت ملی نفت نیجریه (به انگلیسی: Nigerian National Petroleum Corporation) به اختصار؛ ان‌ان‌پی‌سی (NNPC) شرکت دولتی نفت و گاز نیجریه است، که در سال ۱۹۷۷ با تشکیل کنسرسیومی از شرکت‌های بین‌المللی؛ رویال داچ شل، اکسان‌موبیل، توتال، آجیپ، تکزاکو و شورون، در قالب شرکت نفت نیجریه، سپس ادغام آن با وزارت معادن و فولاد نیجریه تأسیس شد. این شرکت امروزه از طریق شرکت‌های تابعه خود در حوزه‌های صنابع بالادستی، پایین‌دستی، پشتیبانی و لجستیک، فعالیت می‌کند.

## تاریخچه
شرکت ملی نفت نیجریه در تاریخ ۱ آوریل ۱۹۷۷ با ادغام شرکت نفت نیجریه و وزارت معادن و فولاد نیجریه، تأسیس شد. این شرکت توسط قانون مدیریت سرمایه‌گذاری مشترک، بین دولت فدرال نیجریه و تعدادی از شرکت‌های چندملیتی خارجی، راه‌اندازی شد. این کمپانی‌ها عبارتند از: رویال داچ شل، اکسان موبیل، شورون و تکزاکو.
دولت نیجریه از طریق همکاری با این شرکت، عملیاتی مانند اکتشاف و تولید نفت را مدیریت و اجرا می‌نماید. دفتر مرکزی شرکت ملی نفت نیجریه، در برج ان‌ان‌پی‌سی در شهر آبوجا قرار دارد، که متشکل از چهار برج یکسان، در مرکز تجاری ابوجا است. این شرکت، همچنین دارای دفاتر ناحیه‌ای در شهرهای لاگوس، کادونا و پورت هارکورت می‌باشد. دفتر بین‌المللی شرکت نفت نیجریه نیز در شهر لندن مستقر است.

## شرکت‌های تابعه
| بخش                            | شرکت‌های تابعه                     |
| ------------------------------ | --------------------------------- |
| مهندسی و فناوری                | شرکت گازمایع نیجریه               |
| بازاریابی نفت                  | شرکت توسعه نفت نیجریه             |
| تحقیق و توسعه                  | شرکت فنی و مهندسی نیجریه          |
| سرمایه‌گذاری و مدیریت خدمات نفت | شرکت خطوط لوله و بازاریابی نیجریه |
| اکتشاف گاز                     | شرکت گاز نیجریه                   |
| تولید گاز مایع                 | ای‌دی‌اس‌ال                          |
| پالایش نفت خام                 | شرکت پالایش و پتروشیمی واری       |
| پالایش گاز طبیعی               | کادونا                            |
| انرژی‌های تجدیدپذیر             | پورت هارکورت                      |
| فروش بنزین                     | ان‌ان‌پی‌سی ریتیل                    |
| صنایع بالادستی                 | گازپروم نیجریه                    |
| مدیریت منابع انسانی            | نیکورما                           |
| حسابرسی                        | شرکت کشتی‌سازی نیجریه-دوو          |
| اکتشاف و تولید                 | شرکت هیدروکربن نیجریه             |
| خدمات پزشکی، بهداشتی، درمانی   | ان‌ان‌پی‌سی پانسئون فاند             |
| برنامه‌ریزی و توسعه شرکت‌ها      | شرکت خدماتی دوک                   |
| طرح جامع گاز                   | کالسون برمودا                     |
| انرژی‌های تجدیدپذیر             | ان‌ان‌پی‌سی پراپرتیز                 |